# Teresa Maria Winiarska
Teresa Maria Winiarska (ur. 1943) – polska matematyczka, doktor habilitowany, emerytowany profesor Politechniki Krakowskiej.

## Życiorys
Teresa Winiarska urodziła się w 1943 roku. Po ukończeniu w 1966 r. studiów matematycznych na Wydziale Matematyki, Fizyki i Chemii Uniwersytetu Jagiellońskiego obroniła w 1973 pracę doktorską, której promotorem był prof. Jan Bochenek. Od 1991 pełniła funkcję zastępcy dyrektora a następnie od 1996 do 2013 funkcję dyrektora Instytutu Matematyki Politechniki Krakowskiej.
Członek Oddziału Krakowskiego Polskiego Towarzystwa Matematycznego.